# Michail Fëdorovič Golicyn
Principe Michail Fëdorovič Golicyn, in russo Михаил Фёдорович Голицын? (Mosca, 9 luglio 1800 – Mosca, 26 gennaio 1873), è stato un ufficiale russo.

## Biografia
Era l'ultimogenito di Fëdor Nikolaevič Golicyn, e di sua moglie, Varvara Ivanovna Šipova.

## Carriera
L'8 aprile 1819 entrò a far parte del reggimento delle guardie a cavallo. Nel 1820 è stato promosso a cornetta e nel 1824 a tenente.
Durante la campagna di Polonia, nel 1831, era l'aiutante di campo del generale Aleksej Grigor'evič Ščerbatov. Nel mese di gennaio 1832, con il grado di capitano, fu nominato aiutante di Alexander von Benckendorff. Nel 1835 lasciò il servizio con il grado di colonnello.

## Matrimonio
Sposò la contessa Luiza Trofimovna Baranova (1810-1887), figlia di Julija Baranova. Ebbero sei figli:
- Nikolaj Michajlovič (1833-1836);
- Ivan Michajlovič (1835-1896), sposò Aleksandra Nikitovna Trubeckoj, non ebbero figli;
- Fëdor Michajlovič (1836-1840);
- Aleksandr Michajlovič (1838-1919);
- Michail Michajlovič (1840-1918);
- Vladimir Michajlovič (1847-1932).

## Morte
Morì il 26 gennaio 1873 a Mosca. Fu sepolto nel Monastero Donskoj.